# Sânandrei, Timiș
Sânandrei (în germană Sanktandres) este satul de reședință al comunei cu același nume din județul Timiș, Banat, România.

## Localizare
Se situează în zona metropolitană a municipiului Timișoara, la circa 12 km nord de acesta, pe drumul județean DJ692 Sânandrei - Sânnicolau Mare. Se învecinează la nord cu Carani, la est cu Cerneteaz și Covaci, la sud cu Timișoara, la vest cu Dudeștii Noi și la nord-vest cu Hodoni.

## Istorie
Este una din cele mai vechi așezări din Banat, a cărei primă atestare documentară datează din 1230, când era proprietatea Capitlului din Arad. În perioada medievală a fost o localitate românească. În 1717 avea 23 de case și era numită Saint André. În anii 1748-1749 are loc prima colonizare a satului cu germani. Al doilea val de colonizări are loc în 1766, când sunt aduși francezi, iar la 1772 se așează al treilea val de coloniști, format din 42 de familii de germani. Astfel, până la sfârșitul secolului XVIII, Sânandreiul a devenit o localitate germană, dar și românii au rămas o comunitate importantă. La 1811germanii au construit biserica romano-catolică, iar românii au construit biserica ortodoxă la 1834.
În perioada interbelică făcea parte din plasa Chișoda, județul Timiș-Torontal și era o localitate prosperă. După cel de-al Doilea Război Mondial, numărul germanilor începe să scadă, iar în anii 70 românii ajung majoritari. După 1990 aceștia părăsesc masiv satul pentru a se stabili în Germania.

## Repere istorice

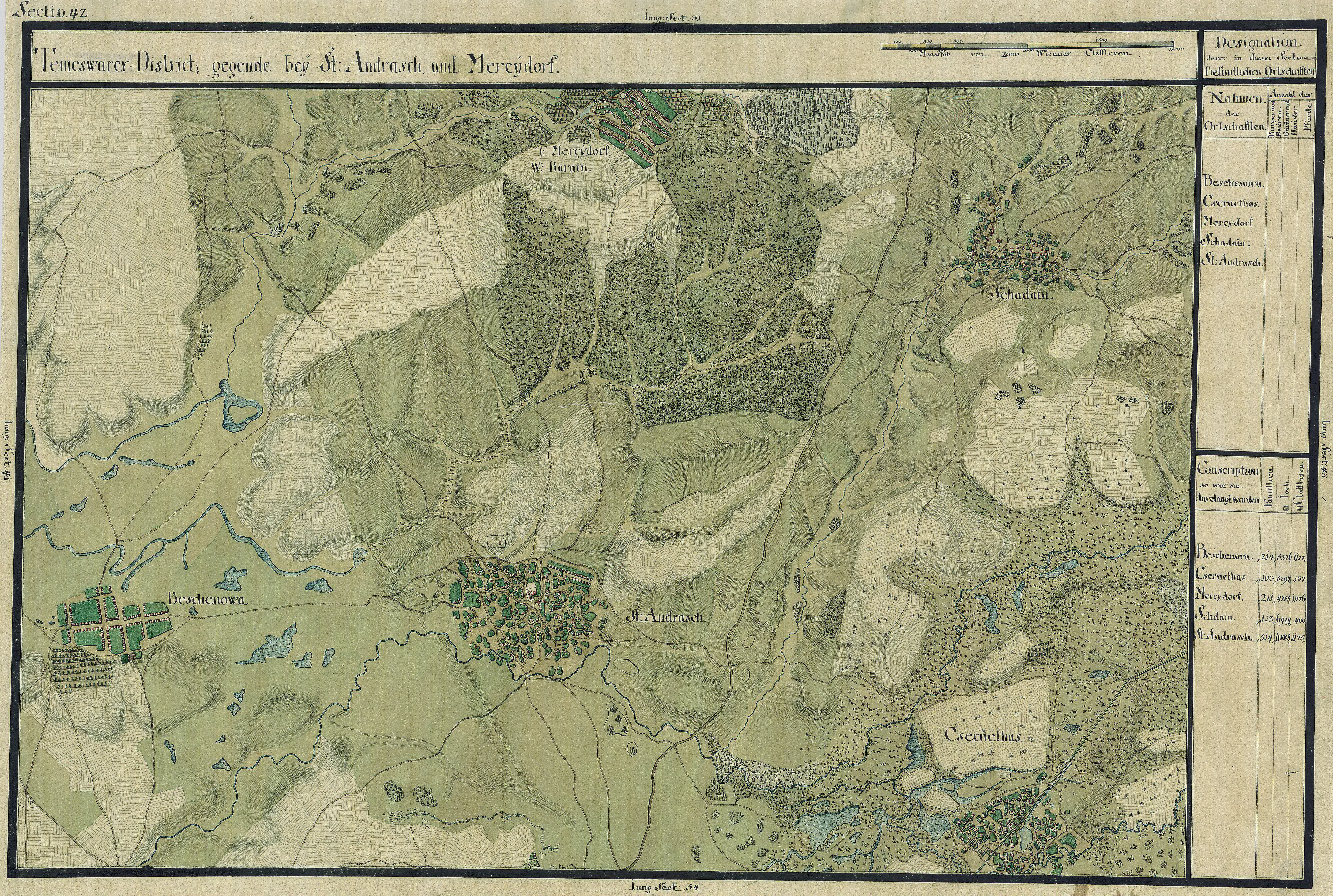
Sânandrei în Harta Iosefină a Banatului, 1769-72

- 1230 - o așezare existentă în vatra Sânandreiului de azi este consemnată ca proprietate a Capitlului (instituție care conducea activitatea unei biserici sau unei mănăstiri catolice) din Arad;
- 1382 - apare în registrele papale de dijmă (Sancto Andrea);
- 1461 -  românul Nicolae Hăgimaș este proprietarul așezării Zenthandras;
- 1717 -  apare sub denumirea Saint André, cu 23 case;
- 1735 - sunt aduși coloniști italieni, iar satul Carani (Mercydorf) se poate considera că a fost fondat și locuit peste un deceniu exclusiv de italieni;
- 1748-1749 - sunt colonizate primele familii de germani;
- 1766 - la Sânandrei sunt aduși coloniști francezi;
- 1772 - autoritățile așază în sat încă 42 de familii germane;
- 1853 - s-a născut la Mercydorf Josef Gabriel, poet în dialect șvăbesc (d. 1927);
- 1856-1866 - este preot romano-catolic în Carani Lorenzo Schlauch, viitor cardinal;
- 1 februarie 1931 - se naște la Sânandrei campionul mondial la handbal Sepi Jakob;
- 2002 - comuna Sânandrei avea 5251 de locuitori;

- Carani (1717, Mercydorf), Covaci (1843, Kovács).
Sânandrei (comună, județul Timiș)TP 444PT
1. Vestigii preistorice. 
a) În localitate s-a descoperit un depozit format din
obiecte de cupru preistorice. Bibliografie: Vulpe 1975, p. 69; Lazarovici
1975a, p. 29. 
b) Dintr-un loc neprecizat provine un depozit de bronzuri
precum și ceramică (epoca timpurie și mijlocie a bronzului). Descoperirile s-au
efectuat pe malul unei ape. Bibliografie: Gogâltan 1999, p. 107. 
c) De aici provin mai multe fragmente de brățări și o sârmă
spiralică din aur, preistorice. Bibliografie: Gumă 1993, p. 245, 295. 
d) Aici se află o așezare hallstattiană. Bibliografie: Gumă
1993, p. 295. 
2. Situri arheologice cu stratigrafie complexă. 
a) Punctul Oxenbrickel, Ocsabrickel, Ocsăplaț sau Ocsaplaț.
În hotar, la 500 m SE de sat, s-a descoperit o mare așezare neolitică
multistratigrafiată, aflată la 250 m SE de comună. Locul este înconjurat de
foste brațe ale râului Bega. Materialele arheologice descoperite aparțin
culturii Vinča și grupului cultural Foeni, importuri 
clasice și ceramică Latène. Tot aici se află și o necropolă prefeudală
(secolele VII-VIII / IX d.Chr.). Bibliografie: Lazarovici 1979b, p. 207; Gudea
și Moțiu 1983, p. 192; Mare 1994; Drăgoescu 1995, p. 346; Drașovean 1996, p.
113-114; 1996c; Jongsma și Greenfield 1996; Bejan și Drașovean 1997; Bejan
1995, p. 80-85; Mare 1998, p. 293; 2004, p. 123-125, 203; Dulea 2001-2002, p.
210, 226; El Susi 1999-2000; 2003; Muntean și Muntean 2001; Marțiș 2002;
Gogâltan 2004a, p. 67; *** 2001, p. 819; *** 2002-2003a, p. 621. 
b) La circa 100 m de Parcul 1, pe un promontoriu înconjurat
cu stuf, pe traseul conductei, la circa 0,60-0,80 m adâncime, s-a descoperit o
întinsă așezare daco-romană suprapusă de o alta datat între secolele X-XII
d.Chr.
Bibliografie: Benea 1996b, p. 287-288; Mare 2004, p. 20,
203. 
c) La circa 2 km spre vest pe traseul conductei apare o
așezare daco-romană suprapusă de o alta prefeudală de secolele VI-VIII d.Chr.
Bibliografie: Benea 1996b, p. 288; Mare 2004, p. 203. 
3. Movile de pământ. 
a) În hotar sunt semnalate mai multe „dâmburi” care par a fi
naturale. Bibliografie: Medeleț și Bugilan 1987, p. 164. 
4. Vestigii medievale. 
a) În secolul XIX se mai vedea, către Cerneteaz, o cetate de
pământ, dublă. Cele două incinte rotunde erau legate între ele cu șanțuri și
val. Bibliografie: Rădulescu 1999-2001, p. 48-49. 
5. Descoperiri monetare. 
a) Pe teritoriul localității se semnalează un tezaur monetar
format din 75 denari republicani romani descoperit în anul 1840. Bibliografie:
Glodariu 1974, p. 292; Gudea și Moțiu 1983, p. 193; Medeleț 1994a, p. 284. 
b) Pe teritoriul localității se semnalează denari imperiali
romani. Bibliografie: Gudea și Moțiu 1983, p. 195; Drăgoescu 1995, p. 371. 
c) Aici s-a descoperit o monedă din bronz de la Constantius
I. Bibliografie: Toma-Demian 2002-2003, p. 184; Mare 2004, p. 202, 203. 
d) În anul 1872 s-au descoperit două monede mici din bronz
de la Constantinus I. Bibliografie: Toma-Demian 2002-2003, p. 184; Mare 2004,
p. 202, 203. 
e) Tot de aici provine o monedă din argint de la Valens.
Bibliografie: Toma-Demian 2002-2003, p. 184. 
f) Un denar de la Marcus Aurelius s-a descoperit în comună.
Bibliografie: Mitrea 1964, p. 579; 1964a, p. 383
Informatii din:
"Descoperiri arheologice din Banatul românesc – repertoriu " de Sabin Adrian LUCA  la pag.220 nr.524